# Aeroportul Eek
Aeroportul Eek (IATA: EEK, ICAO: PAEE, FAA LID: EEK) este un aeroport din Alaska, Statele Unite ale Americii ce deservește zona Eek⁠(d). Aeroportul a fost tranzitat în 2019 de 9.046 de pasageri. A fost numit după zona deservită.
Situat la o altitudine de 5 m, aeroportul dispune de 1 pistă. Este operat de Alaska Department of Transportation & Public Facilities⁠(d).

## Infrastructură

### Piste
Aeroportul dispune de o singură pistă. Pista 17/35 are suprafața de pietriș și dimensiunile 3.242 picioare × 60 picioare. 